# Mansonville (Tarn-et-Garonne)
Mansonville é uma comuna francesa na região administrativa de Occitânia, no departamento de Tarn-et-Garonne. Estende-se por uma área de 15,45 km². Em 2010 a comuna tinha 294 habitantes (densidade: 19 hab./km²).